# Kulcha (Brot)

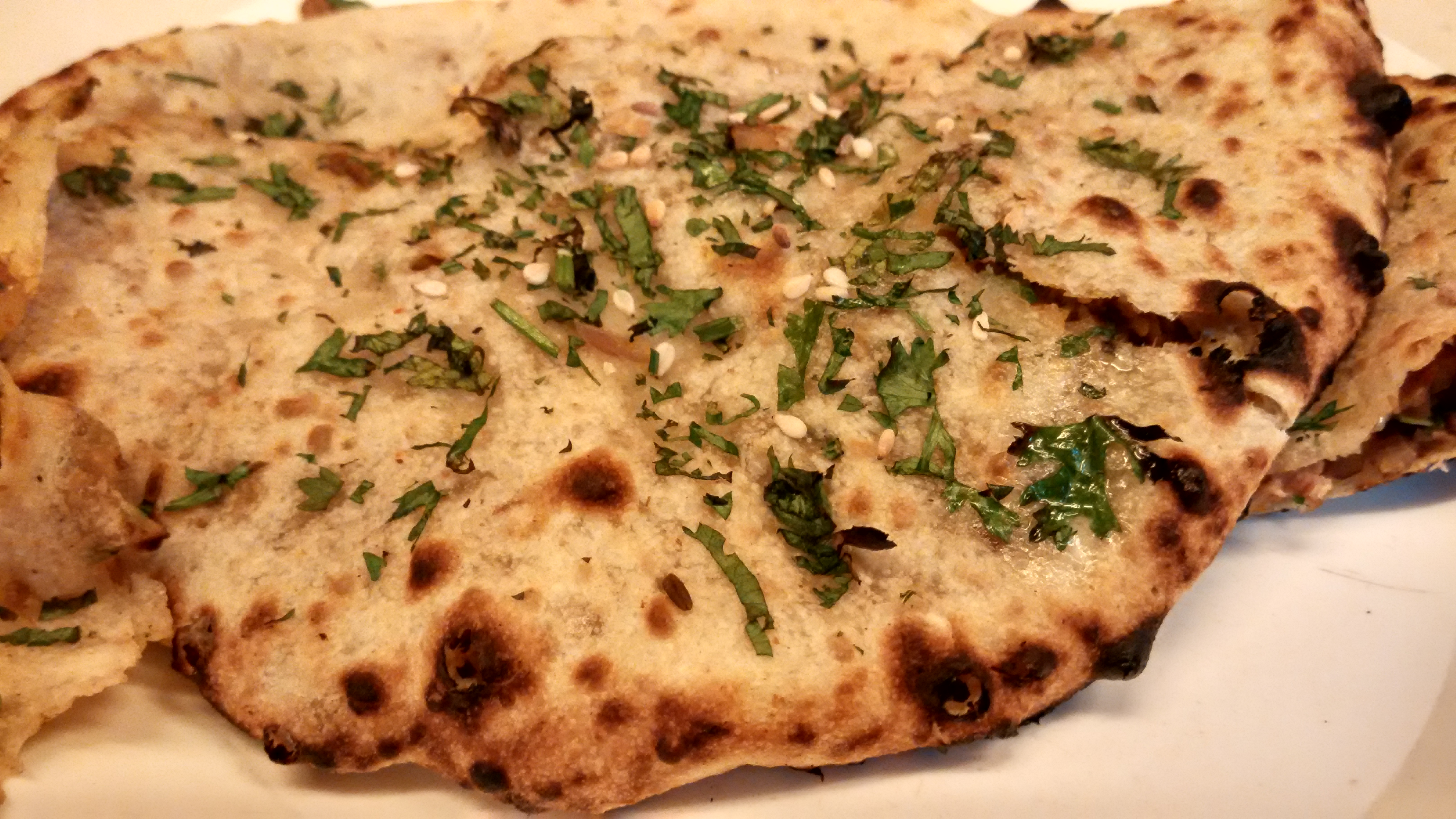
Lamm-Kulcha

Kulcha (Panjabi ਕੁਲਚਾ, Hindi कुल्चा [kulcā]) ist ein in Indien und Pakistan verbreitetes gesäuertes Fladenbrot aus hoch-raffiniertem Weizenmehl (Maida), das im Gegensatz zu Naan ohne Hefe zubereitet wird.
Kulcha wird typischerweise mit etwas Ghee in Kombination mit Chole gereicht oder warm zum Tee verzehrt.

## Verbreitung
Kulcha ist für die Küche des indischen Punjab typisch; besonders die Stadt Amritsar ist für das Fladenbrot bekannt. In Pakistan ist Kulcha als Frühstücksbeilage in den Regionen Asad Kaschmir, Gilgit-Baltistan, Hazara und im nördlichen Punjab beliebt.

## Zubereitung
Für die Herstellung von Kulcha wird ein Teig aus Maida, Wasser, Joghurt, Öl, Zucker und Salz zubereitet, der anschließend für wenige Stunden zur Fermentation ruhen gelassen wird. Der Teig wird portionsweise dünn ausgerollt und vorzugsweise in einem Tandur goldbraun gebacken.